# Alla Francesca
Alla Francesca es un grupo francés de música antigua fundado en 1989 e inicialmente dirigido por Pierre Hamon (instrumentos de viento) y Brigitte Lesne (canto, arpa y percusión). Desde el año 2002 está sólo dirigido por el primero. También participa en el grupo Emmanuel Bonnardot (canto y fídula). Los tres son antiguos miembros del Ensemble Gilles Binchois, grupo en el cual todavía participan. Además, cada uno de ellos tiene sus propios proyectos. Pierre Hamon ha realizado grabaciones en solitario con un repertorio bastante extenso, Brigitte Lesne dirige el conjunto de voces femeninas a cappella Discantus, y Emmanuel Bonnardot dirige el conjunto vocal Obsidienne. Además, dependiendo del repertorio, han incluido a otros músicos a lo largo de los años.
El grupo está especializado en música medieval y renacentista, desde el repertorio de los trovadores a finales del siglo XI hasta la polifonía del siglo XV. Trabajan en estrecha colaboración con el Centre de musique médiévale de Paris, en el que han llevado  a cabo labores de investigación y de enseñanza.
Han participado en numerosos festivales de música antigua por todo el mundo, y, entre los premios recibidos, destaca el Diapason d’or en el año 2000.

## Discografía
- 1992 – Landini and Italian Ars Nova.[7] (Opus 111 60-9206).
- 1994 – Johannes Ciconia (1370-1412): Motets, Virelais, Ballate, Madrigals. Con la participación del trío Alta. (Opus 111 30-101).
- 1995 – Llibre Vermell de Montserrat. Llibre Vermell de Montserrat y Cantigas de Santa Maria. (Opus 111 30-131).
- 1996 – Gautier de Coincy (1177-1236). Les Miracles de Nostre-Dame. (Opus 111 30-146).
- 1997 – Richard Coeur de Lion. Troubadours et trouvères. (Opus 111 30-170.
- 1998 – Beauté parfaite. L'Automne du Moyen Age. Chansons des XIVe et XVe siècles. (Opus 111 30-173.
- 1997 – Armes, Amours. Chansons des 14e et 15e siècles. Con la participación del trío Alta. (Opus 111 30-221.
- 1999 – D'amours loial servant. Chansons d'amour françaises et italiennes des XIVe et XVe siècles. Con la participación de Gérard Lesne.[8] (Virgin Veritas 7243 5 45 357 2 7).[9]
- 2000 – Cantigas de Santa Maria. Chants à la Vierge, Espagne 13e siècle. (Opus 111 30-308).
- 2001 – Le Roman de la Rose. (Opus 111 30-303).
- 2002 – Sur la terre comme au ciel.[10] Un jardin au Moyen-Âge. Con la participación de Discantus. (Jade Universal 198 796-2).
- 2003 – Istanpitta. Musiques de fête à la cour des Visconti en Italie à la fin du XIVe siècle. Opus 111 (Naïve OP 30 325).
- 2005 – Tristan et Yseut. Chansons (lais) du 13e siècle français extraits d'un manuscrit viennois du Roman de Tristan en prose.[11] (Zig-Zag Territoires ZZT 051002).
- 2009 – Mediterranea. (Zig-Zag Territoires ZZT 090402).
- 2012 – Thibaut de Champagne: Le Chansonnier du Roi. (Aeon 1221).

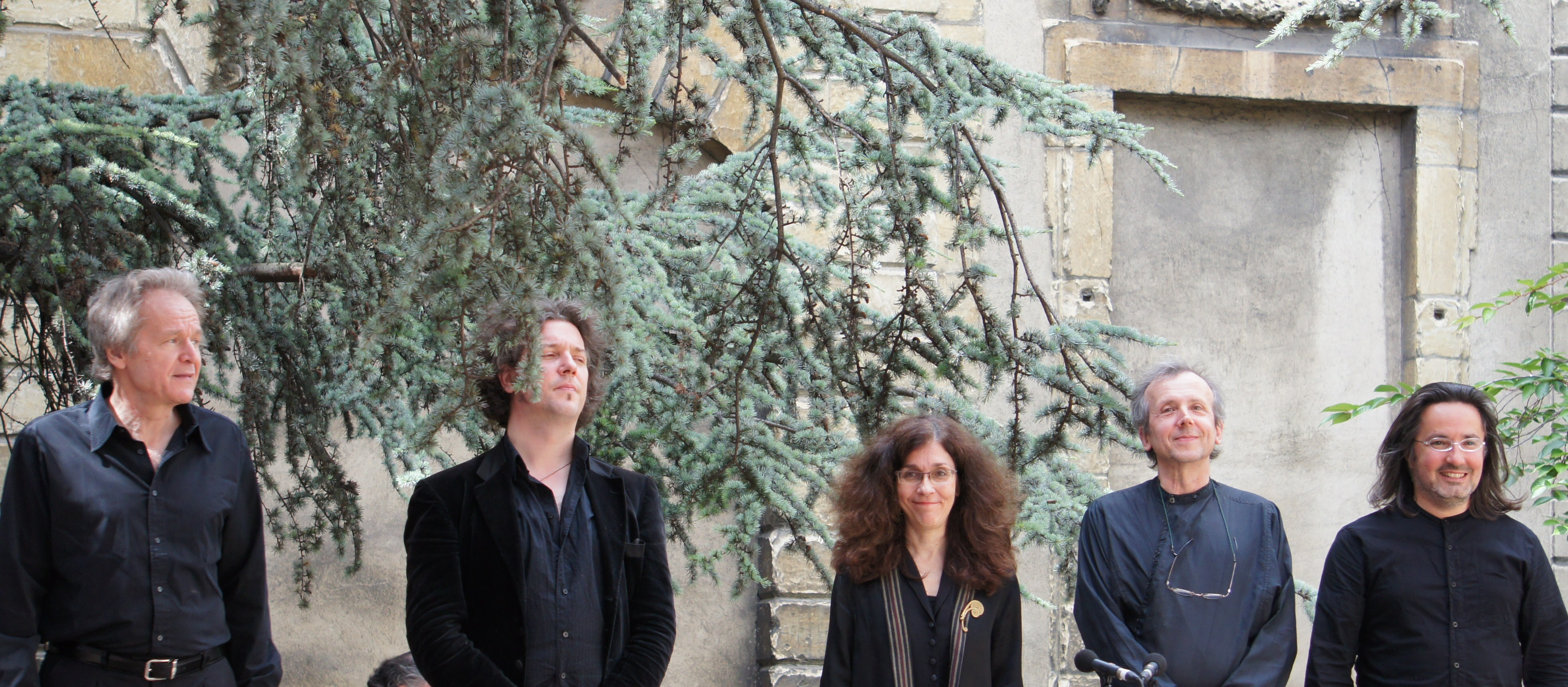
En el 2013, en las Flâneries musicales de Reims.

- 2014 – Trobar & Joglar. (Agogique 017).
- 2015 – Juifs et Trouvères. (Buda Musique 860261).
- 2020 – Variations amoureuses. French love Songs from the 13th Century. (Paraty)
- 2021 – Le Chansonnier de Bayeux. French Songs from the Early Renaissance. (Paraty)